# Supernova fracassada

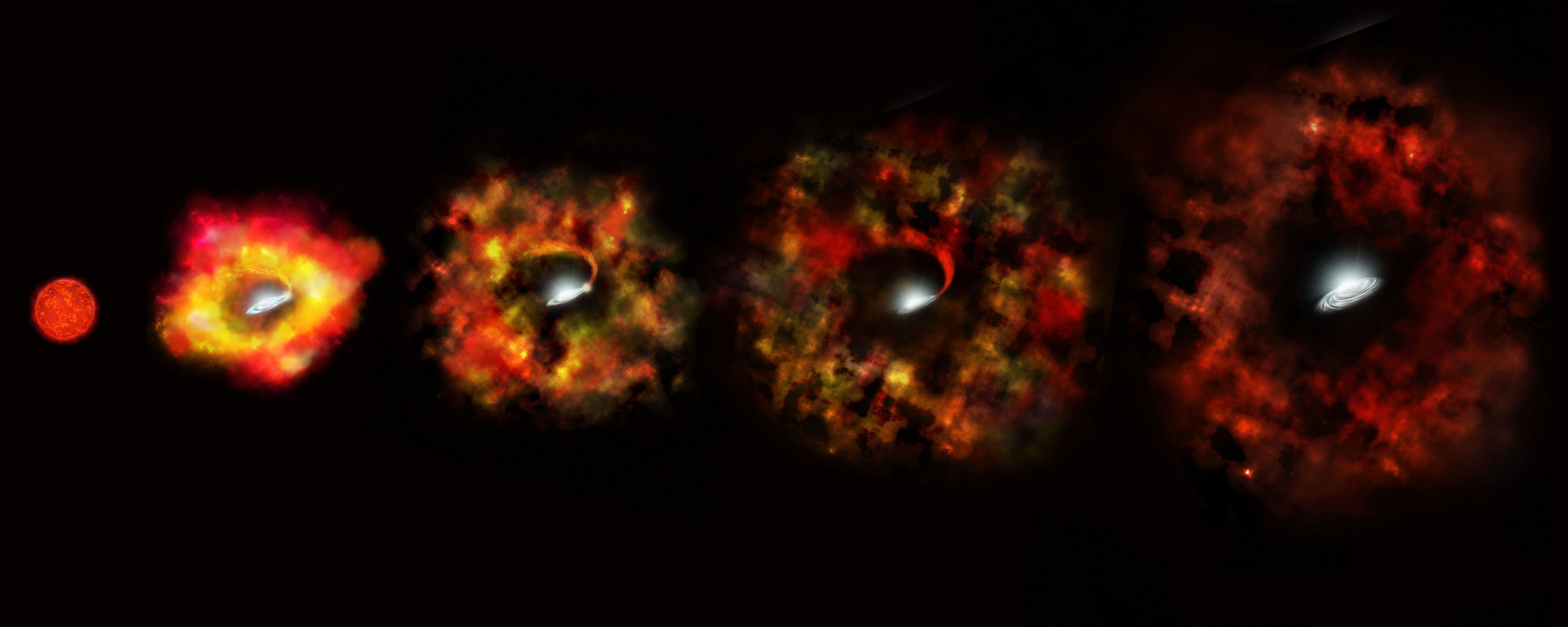
Estágios finais na vida de uma estrela supermassiva que não explode como uma supernova.

Uma supernova fracassada é um evento astronômico na astronomia no domínio do tempo em que uma estrela repentinamente brilha como no estágio inicial de uma supernova, mas depois não aumenta para o fluxo massivo de uma supernova. Elas poderiam ser contadas como uma subcategoria de impostores de supernovas. Às vezes, eles são erroneamente chamados de unnovae.

## Visão geral
Acredita-se que as supernovas que falharam criem buracos negros estelares pelo colapso de uma estrela supergigante vermelha nos estágios iniciais de uma supernova. Quando a estrela não pode mais se sustentar, o núcleo colapsa completamente, formando um buraco negro de massa estelar e consumindo a supernova nascente sem ter a explosão massiva. Para um observador distante, a estrela supergigante vermelha parecerá desaparecer com pouca ou nenhuma explosão. Os casos observados desses desaparecimentos parecem envolver estrelas supergigantes com massas acima de 17 massas solares.
Supernovas fracassadas são um dos vários eventos que teoricamente sinalizam o advento de um buraco negro nascido de uma estrela extremamente massiva, outros incluindo hipernovas e explosões de raios gama de longa duração.

## Lista de candidatos a supernovas que falharam
| Evento              | Data          | Localização                            | Notas                                                                              |                         |
| ------------------- | ------------- | -------------------------------------- | ---------------------------------------------------------------------------------- | ----------------------- |
| NGC3021-CANDIDATE-1 | julho de 2015 | NGC 3021 09h 50m 55.39s +33° 33′ 14.5″ | Desaparecimento de um 25-30 MSol F8 supergigante observada em dados de arquivo HST | [ 5 ] [ 6 ]             |
| N6946-BH1           | março de 2009 | NGC 6946 20h 35m 27.56s +60° 08′ 08.2″ | Desaparecimento de um 18-25 MSol supergigante vermelha                             | [ 5 ] [ 7 ] [ 8 ] [ 9 ] |